# 流山市立おおたかの森中学校
流山市立おおたかの森中学校（ながれやましりつ おおたかのもりちゅうがっこう）は、千葉県流山市にある市立中学校。略称は「おおたか中」、「otk」。

## 概要
- 本校は、市内で9番目の中学校でかつ、おおたかの森小学校との小中併設校として、開校した。

## 沿革
- 2015年（平成27年）4月1日 - 開校[2]。

## 教育方針

### 学校教育目標
- 共に学び、共に高め合う生徒の育成

### 目指す生徒像
1. 自ら学び、考える生徒
2. 自ら判断し、正しく行動できる生徒
3. 自分の生き方を考え、選択できる生徒
4. 仲間と共感し、生き生きと活動する生徒

## 学区
- 流山市
  - 市野谷1番地の1、1番地の2、1番地の3、2番地、3番地の1、3番地の4、3番地の5、4番地の1、4番地の4、 4番地の5、5番地の1、5番地の2、5番地の3、6番地の1、6番地の3、6番地の4、7番地の1、8番地、 9番地、10番地の1を除く市野谷全域
  - 大字三輪野山
  - 大字加499番地の3、499番地の8、501番地の1、513番地から529番地
  - 後平井108番地の2、110番地の2、111番地の2、112番地の2、113番地の2、282番地の2、283番地の1、283番地の3、284番地、285番地の1、285番地の4、285番地の5、286番地の1、287番地の1、287番地の2、288番地の1、288番地の2、289番地の1、289番地の3,290番地の1,291番地の2
  - 野々下1丁目42番地の2、43番地の2、164番地の6、165番地の1、165番地の2、165番地の4、165番地の11、165番地の13、165番地の14、178番地の3、178番地の5、178番地の8、179番地、180番地の1
  - おおたかの森南1丁目、2丁目、3丁目全域
  - おおたかの森東1丁目1番地から9番地
  - おおたかの森西1丁目24番地から38番地
  - おおたかの森西2丁目
  - おおたかの森西3丁目7番地から9番地、366番地から749番地

## 交通
- 東武野田線（東武アーバンパークライン）・首都圏新都市鉄道つくばエクスプレス（つくばエクスプレス） 流山おおたかの森駅より徒歩13分